# Eryosuchus
Eryosuchus là một chi động vật lưỡng cư tuyệt chủng từ Trias giữa ở miền bắc Nga. Nó là một động vật ăn thịt rất lớn: mẫu vật lớn nhất được biết có thể lên tới chiều dài 3,5 m (11,5 ft), với một hộp sọ dài hơn 1 m.